# Frippertronics
Frippertronics é uma técnica inovadora de se tocar guitarra criada pelo guitarrista Robert Fripp, que, através da invenção de um aparelho (utilizado na pedaleira), deu a guitarra a capacidade de gerar sons de sintetizadores.

## História
Em meados de 1972, Fripp, durante a turnê inicial da formação pré-King Crimson, desenvolveu um complexo equipamento que consistia em repetir determinados efeitos da guitarra 
continuamente, mudando o tom e o modo como o mesmo era repetido, modificando e criando sons continuamente a partir da utilização desse equipamento. Nascia assim o primeiro sistema de tape loop, que ficaria conhecido como Frippertronics.
O Frippertronics era composto de dois gravadores de rolo Revox A77, bastante modificados, conectados entre si e, quando o primeiro gravador era acionado, ele passava o áudio que foi gravado para o segundo gravador que, por sua vez, voltava tudo o que foi gravado para o primeiro gravador, criando assim um efeito de repetição.
Com isso, Fripp pode tocar sozinho ao vivo, sobre uma pré-gravação.
Na década de 1990, os Frippertronics passaram a utilizar o sistema digital (em vez de gravadores), e foram renomeados para Soundscapes.

### Álbuns gravados com esta Técnica
Os chamados "álbuns Frippertrônicos" são:
- 1973 - “No Pussyfooting” (com Brian Eno)
- 1975 - “Evening Star” (com Brian Eno)
- 1981 - “Let the Power Fall: An Album of Frippertronics”

Em 1994, Fripp reativou os Frippertronics no álbum “Soundscapes – Live in Argentina”. Os Revox foram substituídos por dois TC 2290.